# Ramón Infante
José Domingo Inafnte Abreu (Altagracia de Orituco, 22 de marzo de 1936 - Altagracia de Orituco, 16 de febrero de 1988), conocido artísticamente como Ramón Infante, fue un poeta, compositor y cantante venezolano, conocido notoriamente en el pueblo de Altagracia de Orituco, en el estado Guárico, por ser el compositor de temas tales como Luna de Enero, Historia de un Ruiseñor, Tras de Tus Huellas, y el más popular El Vals de Altagracia, éxitos que fueron en su voz, también grabadas por otros conocidos intérpretes.

## Biografía
José Domingo Infante Abreu nació el 22 de marzo de 1936 en la población de Altagracia de Orituco, estado Guárico. Sus padres fueron Ramón Infante Alcalá y Esther Abreu Díaz, quien era conocida como La Negra.

## Vida artística
Escogió el nombre de su padre como su nombre artístico, en su honor. Desde niño demostró sus cualidades vocales y participó en muchos concursos de aficionados que se realizaban en las emisoras de radios de aquella época, tales como Radio Orituco.
A la edad de 15 años de edad, José Domingo se fue a Caracas con la intención de estudiar en la escuela de Artes Plásticas, otra de sus facetas artísticas. Ya en la capital, trabajaba en diferentes cervecerías y en los más prestigiosos clubes que lo contrataban por sus grandes dotes artísticos.
Ramón Infante fue uno de los primeros en grabar la canción Ansiedad de Chelique Sarabia y con ese mismo nombre bautizó el primer Long Play (LP), bajo la  bajo la tutela del maestro Inocente Bello.
Su carrera profesional lo llevó a convertirse en la voz oficial, en Venezuela, de la mundialmente conocida marca de cigarrillos Lucky Strike y de la mano de esta empresa, recorrió casi todo el país.

## Muerte
Infante murió en un accidente de tránsito en su pueblo Altagracia de Orituco en febrero de 1988, suceso que ocurrió entre las calles Ilustres Próceres y Santiago Gil de esta localidad.
Su sepelio fue transmitido en vivo por Radio Orituco 14.40, en donde familiares, amigos y jóvenes promesas le rindieron una sentida despedida. 
Existe confunsión sobre la fecha exacta de su fallecimiento, ya que en su tumba ubicada en el Cementerio Municipal de Altagracia de Orituco se encuentra escrita como fecha de muerte el 16 de febrero de 1988, sin embargo, en las distintas biografías y reseñas históricas de su vida que se pueden encontrar escritas así como en la web aseguran que murió el 17.